# Zaječí pramen
Zaječí pramen (německy Hasenbrunn) je studánka s poutní kaplí na východním svahu Kamenské hory (631 m n. m.) v katastrálním území Božejov u Nových Hradů, jež je součástí obce Žár v okrese České Budějovice. Kaplička zasvěcená Panně Marii, u níž pramen vyvěrá, pochází z roku 1845 a byla zbudována ve stylu jihočeského baroka. Podle pověsti zdejší voda léčí oční neduhy.